# Нападают врасплох
«Напада́ют враспло́х» — произведение русского художника Василия Верещагина (1871) в жанре батальной живописи. Входит в подсерию «Варвары» («Героическая поэма») Туркестанской серии художника. Впервые представлена на персональной выставке Верещагина, прошедшей в марте 1874 года в Санкт-Петербурге. В настоящее время экспонируется в Государственной Третьяковской галерее в Москве.

## История создания

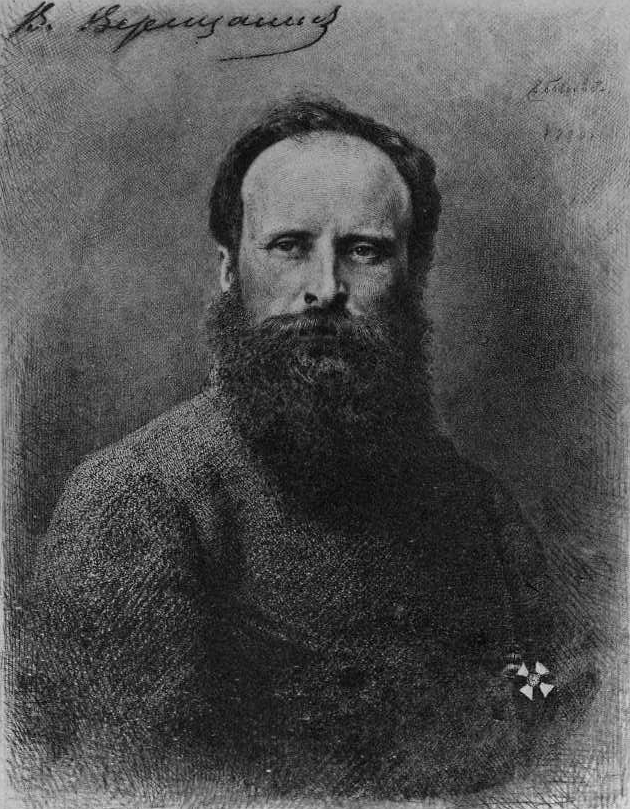
Василий Верещагин

Художник Василий Верещагин, находясь в 1869 году в Туркестане вблизи русско-китайской границы, оказался участником похода против «степняков». Успешно выполнив задачу похода, на обратном пути отряд оказался окружён, и ему пришлось пробиваться назад с боями. В это время Верещагин, оставшись с одним офицером в стороне от основного отряда, подвергся неожиданному нападению множества «степняков». Офицер упал, и Верещагин с револьвером в одиночку начал отбиваться от врагов. «Как только я не поседел тут, признаюсь, минута была жуткая» — вспоминал об этом Верещагин. Враги норовили «рубнуть шашкою или уколоть пикою» — писал он. «Я решился, коли можно — отстреляться, а коли нельзя — не достаться им легко. Как вдруг все отхлынуло и понеслось прочь. Это подбежали к нам на выручку солдаты…».
Противник затем ещё раз попытался окружить отряд, но был рассеян артиллерийским огнём.
Под впечатлением от этих событий в 1871 году художник написал картину «Нападают врасплох». Верещагин признавался, что изображенный на картине офицер с саблей наголо передает ощущения Верещагина в тот момент.
Картина входила в серию из семи произведений художника («Высматривают», «Нападают врасплох», «Окружили — преследуют», «Представляют трофеи», «Торжествуют», «У гробницы святого» и «Апофеоз войны»), которые Верещагин назвал своеобразной «эпическою поэмою, в которой картины заменяют главы». На этих полотнах изображена трагическая гибель в неравном бою небольшого отряда русских солдат, а также «жестокое торжество победителей» — войск эмира.
В марте 1874 года в Санкт-Петербурге открылась персональная выставка Верещагина, на которой была представлена и данная картина. Серия, в которой она была представлена была озаглавлена художником «Варвары». Выставку художника посетил русский император Александр II, и остался преимущественно с положительным впечатлением от выставки. Но генерал туркестанской армии К. П. Кауфман критически оценил работы художника, заявив, что Верещагин позорит русскую армию.

## Композиция
Картина «батальна» в самом тесном смысле этого слова. Наряду с картинами «Высматривают» и «Окружили — преследуют» она изображает один из последовательных моментов боя. Темой картины является стойкость и героизм русского солдата, которая проявляется даже в самом трудном положении. Небольшой русский отряд в горной долине неожиданно подвергся нападению массы всадников-неприятелей. Убедительно передана внезапность данного нападения и экспрессия мчащейся на лагерь лавины конницы, что передает ритм линий и знамён нападающих. При этом, стойкая горстка бойцов не растерялась при виде смертельной опасности и сплотилась, чтобы защищаться до последней возможности.

## Критика
Исследователь русской батальной живописи Владимир Садовень отмечал, что фактически картина не воспроизводит какого-то конкретного эпизода и является типическим обобщением художника собственных впечатлений от Туркестанской войны. Он пишет, что к картине подходит данный художником эпиграф, взятый из клича князя Святослава: «Умрём, не посрамим русской земли! Мёртвым не стыдно!». Композиция в целом называется единичной для туркестанской серии художника, где преобладают центрические сюжеты. В этом горизонтально удлинённом полотне горстка обороняющихся размещена художником асимметрично, тем самым передний план картины смещён влево. Колорит картины при этом также уклоняется от характерного для туркестанской серии построения экспозиции, основанного на игре тонов и контрастов, в пользу тотального единства.